# 丘玉芳
丘玉芳（1949年—），广东梅县人，印度尼西亚归侨，中国女子羽毛球运动员。她曾获得1974年亚洲运动会和1978年亚洲运动会羽毛球比赛女子团体金牌。